# Championnat d'Islande de football de deuxième division 2008
Navigation
Saison précédente Saison suivante
Le Championnat d'Islande de football D2 2008 est la 54e édition du championnat de D2 islandaise. Cette saison est la deuxième année du championnat à 12 clubs. À l'issue de la saison deux clubs sont promus en Landsbankadeild et deux sont relégués en 2. deild karla.
Le favori pour le titre, l'ÍBV Vestmannaeyjar, l'emporte après avoir échoué à la quatrième place lors de la saison passée. Stjarnan Garðabær termine second à trois longueurs du champion. Il complète le duo de clubs qui accède à l'élite islandaise pour la saison 2009.
Le promu KS/Leiftur fait l'ascenseur et redescend en 2. deild karla pour la saison 2. deild karla en compagnie de l'UMF Njarðvík.

## Les 12 clubs participants
- Haukar Hafnarfjörður (P)
- ÍBV Vestmannaeyjar
- KA Akureyri
- KF Fjarðabyggðar
- KS/Leiftur (P)
- Leiknir Reykjavík
- Stjarnan Garðabær
- Vikingur Ólafsvík
- Þór Akureyri
- UMF Njarðvík
- UMF Selfoss (P)
- Víkingur Reykjavík (R)

(R) Relégué de Landsbankadeild

(P) Promu de 2. deild karla

## Classement
| #   | Club                 | Joués | Gagnés | Nuls | Perdus | Buts pour | Buts contre | Diff. de buts | Points |                           |
| --- | -------------------- | ----- | ------ | ---- | ------ | --------- | ----------- | ------------- | ------ | ------------------------- |
| 1.  | ÍBV Vestmannaeyjar   | 22    | 16     | 2    | 4      | 43        | 17          | +26           | 50     | Promu en Landsbankadeild  |
| 2.  | Stjarnan Garðabær    | 22    | 14     | 5    | 3      | 47        | 22          | +25           | 47     | Promu en Landsbankadeild  |
| 3.  | UMF Selfoss          | 22    | 14     | 4    | 4      | 54        | 36          | +18           | 46     |                           |
| 4.  | KA Akureyri          | 22    | 9      | 5    | 8      | 31        | 27          | +4            | 32     |                           |
| 5.  | Víkingur Reykjavík   | 22    | 8      | 5    | 9      | 32        | 30          | +2            | 29     |                           |
| 6.  | Haukar Hafnarfjörður | 22    | 8      | 4    | 10     | 36        | 42          | -6            | 28     |                           |
| 7.  | Leiknir Reykjavík    | 22    | 7      | 5    | 10     | 33        | 40          | -7            | 26     |                           |
| 8.  | Þór Akureyri         | 22    | 7      | 4    | 11     | 31        | 42          | -11           | 25     |                           |
| 9.  | KF Fjarðabyggðar     | 22    | 5      | 9    | 8      | 31        | 37          | -6            | 24     |                           |
| 10. | Vikingur Ólafsvík    | 22    | 5      | 9    | 8      | 19        | 29          | -10           | 24     |                           |
| 11. | UMF Njarðvík         | 22    | 4      | 7    | 11     | 26        | 42          | -16           | 19     | Relégué en 2. deild karla |
| 12. | KS/Leiftur           | 22    | 1      | 9    | 12     | 17        | 36          | -19           | 12     | Relégué en 2. deild karla |

## Clubs Champion, relégués et promus

### Champion de 1. deild karla 2008
- ÍBV Vestmannaeyjar

### Promus enPromu en Landsbankadeild
Deux clubs sont promus de 1. deild karla pour la saison 2009 :
- ÍBV Vestmannaeyjar (Champion)
- Stjarnan Garðabær (Vice-champion)

### Relégués
Deux clubs sont relégués en 2. deild karla pour la saison 2009 :
- UMF Njarðvík
- KS/Leiftur